# Governo Wilmès I
Il Governo Wilmès I è stato il 96º governo del Belgio, il primo guidato da Sophie Wilmès, altresì prima donna del paese a capo di un esecutivo. 
Si è trattato di un esecutivo di coalizione minoritario di centro composto dai Cristiano-Democratici e Fiamminghi (CD&V), dai Liberali e Democratici Fiamminghi Aperti (Open Vld) e dal Movimento Riformatore (MR).

## Storia
La creazione del governo Wilmès è stata annunciata il 26 ottobre 2019, quando il precedente primo ministro Charles Michel ha annunciato che sarebbe stato sostituito da Sophie Wilmès il 1º novembre 2019, formando di fatto un nuovo governo. 
Charles Michel ha lasciato il suo incarico poiché era stato eletto per diventare il prossimo Presidente del Consiglio europeo a partire dal 1º dicembre 2019, incarico per cui, tuttavia, ha dichiarato di voler avere tempo sufficiente per prepararsi, uscendo quindi dalla politica nazionale già a partire da fine ottobre - inizio novembre.
Il governo Wilmès governava come governo provvisorio, fino a quando non fu formato un nuovo gabinetto sulla base dei risultati delle elezioni federali del 26 maggio 2019, per le quali erano ancora in corso i negoziati. Quindi il governo era una continuazione del gabinetto della coalizione di minoranza centrale dei Democratici Cristiani e Fiamminghi (CD&V), dei Liberali e Democratici Fiamminghi aperti (Open Vld) e del Movimento riformista (MR) che insieme costituivano il Governo Michel II. 
Il 16 marzo, il governo Wilmès ha ricevuto il sostegno di diversi partiti di opposizione per gestire l'epidemia di coronavirus in Belgio, per il quale il governo fu sostenuto dalla maggioranza in parlamento. Esso, infatti, gli concesse poteri speciali sotto forma del Governo Wilmès II.

## Composizione
Movimento Riformatore (MR)
     Cristiano-Democratici e Fiamminghi (CD&V)
     Liberali e Democratici Fiamminghi Aperti (Open Vld)
| Carica o ministero                                                         | Titolare | Titolare | Titolare                | Partito  |
| -------------------------------------------------------------------------- | -------- | -------- | ----------------------- | -------- |
| Primo ministro                                                             |          |          | Sophie Wilmès           | MR       |
| Vice Primo ministro, Lavoro, economia e consumatori                        |          |          | Kris Peeters            | CD&V     |
| Vice Primo ministro, Finanze, cooperazione allo sviluppo                   |          |          | Alexander De Croo       | Open Vld |
| Vice Primo ministro, Affari esteri ed europei, difesa                      |          |          | Didier Reynders         | MR       |
| Sicurezza e interno                                                        |          |          | Pieter De Crem          | CD&V     |
| Giustizia                                                                  |          |          | Koen Geens              | CD&V     |
| Affari sociali, sanità pubblica, asilo e immigrazione                      |          |          | Maggie De Block         | Open Vld |
| Previdenza                                                                 |          |          | Daniel Bacquelaine      | MR       |
| Energia, ambiente e sviluppo sostenibile                                   |          |          | Marie-Christine Marghem | MR       |
| Bilancio e servizio civile                                                 |          |          | David Clarinval         | MR       |
| Mobilità                                                                   |          |          | François Bellot         | MR       |
| Classi medie, lavoratori autonomi, PMI, agricoltura e integrazione sociale |          |          | Denis Ducarme           | MR       |
| Agenda digitale, telecomunicazioni e servizi postali                       |          |          | Philippe De Backer      | Open Vld |

## Cambiamenti durante il Governo
Il 30 novembre 2019, Philippe Goffin ha preso il posto di Didier Reynders, rilevando i portafogli di Affari esteri e Difesa. Reynders ha lasciato il suo incarico per assumere il ruolo di Commissario europeo per la giustizia nella Commissione von der Leyen I. David Clarinval è stato nominato il nuovo Vice Primo Ministro per il MR.